# Cijanopindolol
Cijanopindolol je lek koji je srodan sa pindololom i koji deluje kao antagonist β1 adrenoreceptora i antagonist  receptora. Njegov radio-obeleženi derivat jodocijanopindolol je u širokoj upotrebi u mapiranju distribucije beta adrenoreceptora u telu.